# Univers paralel (ficțiune)

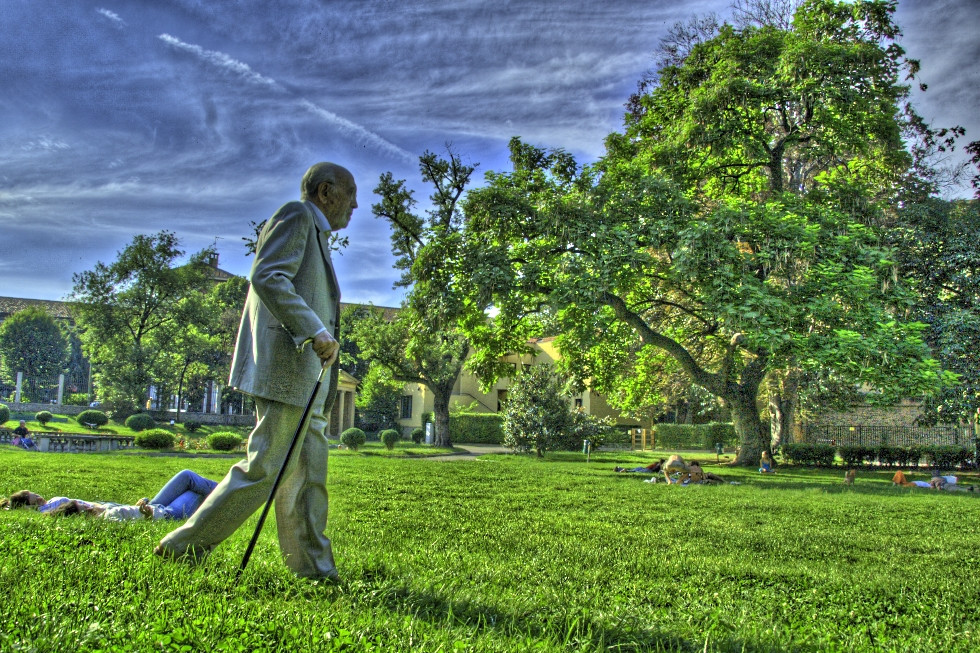
Povestirea lui Jorge Luis Borges din 1941, El Jardín de senderos que se bifurcan (Grădina potecilor ce se bifurcă) a folosit conceptul de universuri paralele înainte ca să apară conceptul existenței mai multor lumi în mecanica cuantică.

Un „univers paralel” sau „realitate alternativă” este o ipotetică realitate separată autonomă. Un grup specific de universuri paralele este denumit „multivers”, deși acest termen poate fi folosit și pentru a descrie posibilele universuri paralele care constituie realitatea fizică. În timp ce termenii „univers paralel” și „realitate alternativă” sunt sinonimi și, în general, pot fi folosiți alternativ în cele mai multe cazuri, există uneori o conotație suplimentară implicită a termenului de „realitate alternativă” care implică faptul că realitatea este o variantă a realității noastre. Termenul de „univers paralel” este mai generalist, fără nici o conotație care ar implica o relație, sau lipsa de relație, cu universul nostru. Un univers în care legile naturii sunt foarte diferite - de exemplu, unul în care nu există limitări relativiste și viteza luminii poate fi depășită - ar putea fi considerat, în general, un univers paralel, dar nu și o realitate alternativă. Definiția corectă din mecanica cuantică pentru universurile paralele este că sunt „universuri care sunt separate între ele printr-un singur eveniment cuantic.”

## Introducere
Fantezia a împrumutat de mult timp ideea unei „alte lumi” din mitologie, legendă și religie. Raiul, Iadul, Muntele Olimp, Valhalla sunt toate „universuri alternative” diferite de tărâmul material familiar. Fantezia modernă de multe ori prezintă conceptul ca pe o serie de planuri de existență în care legile naturii sunt diferite, permițând fenomene magice de un anumit fel în anumite planuri. Acest concept a fost constatat, de asemenea, în mitologia hindusă antică, în texte precum Purana, în care realitatea alternativă este descrisă ca un număr infinit de universuri, fiecare cu zeii proprii. Similar în literatura persană, „Aventurile lui Bulukiya”, o poveste din O mie și una de nopți, descre cum eroul principal, Bulukiya, învață despre lumi/universuri alternative care sunt similare, dar totuși foarte diferite de propriul său univers..
În alte cazuri, atât în fantezie cât și în science-fiction, un univers paralel este o altă realitate materială unică și co-existența sa cu cea a noastră este doar o justificare pentru a aduce un personaj din realitatea autorului în realitatea fanteziei, cum ar fi în „Cronicile din Narnia” de C. S. Lewis sau chiar în călătoria dincolo de reflecție în cele două lucrări principale ale lui Lewis Carroll. Sau această realitate unică o poate invada pe cea a noastră, de exemplu în „The Blazing World” de Margaret Cavendish unde eroina trimite submarine și „oameni pasăre” înarmați cu „pietre de foc”  prin intermediul portalului din Lumea lor de Flăcări pe Pământ pentru a face ravagii în rândul dușmanilor Angliei. În dark fantasy sau horror, lumea paralelă este adesea o ascunzătoare pentru lucruri neplăcute, și, adesea, protagonistul este forțat să se confrunte cu efectele acestei lumi care se scurg spre propria sa realitate, așa cum se întâmplă în cele mai multe dintre lucrările lui H. P. Lovecraft sau în seria de jocuri video Doom. În astfel de povești, natura acestei alte realități este de cele mai multe ori misterioasă, cunoscută doar prin efectul acesteia asupra lumii noastre.
Conceptul a apărut în afara mecanicii cuantice, așa cum apare în povestirea lui Jorge Luis Borge „El jardín de senderos que se bifurcan” publicată în 1941 înainte de inventarea termenului de „interpretarea mai multe lumi” a lui Hugh Everett . În poveste, un sinolog descoperă un manuscris al unui scriitor chinez în care aceeași poveste este relatată în mai multe moduri, adesea contradictorii, și apoi explică vizitatorului său (nepotul scriitorului) conceputul de timp relativ care seamănă cu o „gradină cu poteci bifurcate”, unde lucrurile se întâmplă în paralel într-o infinitate ramificată de moduri. Unul dintre primele exemple în domeniul științifico-fantastic este povestirea „Random Quest” de John Wyndham în care un om, după ce se trezește în urma unui șoc provocat de un accident în laborator, ajunge într-un univers paralel unde nu a avut loc cel de-al doilea război mondial cu toate consecințe care decurg de aici privind viata sa profesională și personală și începe să caute toate informațiile pe care le-ar putea folosi pentru a se întoarcere în propriul său univers.

## Fizică

### IpotezaHugh Everett

O hartă din romanul lui Robert Sobel For Want of a Nail, o ilustrare artistică a modului în care evenimente oricât de mici (în acest exemplu punctul de cotitură față de cronologiei noastră este octombrie 1777) pot modifica profund cursul istoriei.

Potrivit interpretării cu mai multe lumi a lui Hugh Everett fiecare eveniment, chiar microscopic, este un punct de cotitură; toate istoriile posibile alternative există în realitate.

### Universoglindă
În 1967, Andrei Saharov a emis idea explicării asimetriei materie-antimaterie în Univers, sau, vorbind mai simplu, dacă ecuațiile câmpului cuantic Klein-Gordon și Dirac sunt absolut simetrice în ceea ce privește materia și antimateria, de ce Universul nostru este totuși compus din materie și nu din antimaterie? Saharov a explicat, că la stadiile incipiente de evoluție a universului, atunci când Universul era în expansiune, aveau loc procese de deteriorare a simetriei CP (de sarcină și paritate), sau, cu alte cuvinte nu se realiza conservarea sarcinii barionice.
Andrei Saharov emite astfel ipoteza existenței unui univers paralel în care predomină antimateria. Împărțirea universului în două universuri paralele de bază, în unul în care predomină materia și în celălalt antimateria, ar putea fi o idee care să concilieze logica și experiența. În acest univers geamăn al nostru nu doar materia ar fi înlocuită de antimaterie, dar și săgeata de timp ar fi inversată (simetrie T) precum și imaginile geometrice ar fi inversate (simetrie P = relația dintre o particulă și a imaginii sale în oglindă). Această presupunere a dus doar la câteva studii științifice, (Jean-Pierre Petit și Gabriel Chardin încă mai abordează problema), dar a fost folosită din plin ca o temă a științifico-fantasticului (vezi mai jos).

## Science fiction

### Hiperspațiu
Hiperspațiul, în ficțiune, este de obicei descris ca fiind o altă regiune a spațiului co-existentă cu universul nostru, în care se poate ajunge folosind un câmp de energie sau un alt dispozitiv (navă spațială, gaură de vierme, etc). Călătoria prin hiperspațiu este adesea descrisă ca având loc la o viteză superluminică (mai mare decât viteza luminii din spațiul normal).
În timp ce spațiul euclidian are doar dimensiuni spațiale, un spațiu Minkowski are și o dimensiune temporală. Astfel grupul simetric al unui spațiu euclidian este grupul euclidian iar pentru un spațiu Minkowski este grupul Poincaré.

### Călătoria în timp și istoria alternativă
Mașina timpului (titlu original The Time Machine) este un roman științifico-fantastic scris de H. G. Wells, publicat prima dată în 1895 care a inspirat (indirect) multe alte opere de ficțiune. Această narațiune de 32.000 de cuvinte (în original) este creditată pentru popularizarea conceputului de călătorie în timp, folosind un vehicul controlat. Termenul "mașina timpului", creat de Wells, este folosit la ora actuală pe scară largă pentru a numi un asemenea vehicul.
De obicei, istoria alternativă nu este tehnic un univers paralel. Deși conceptele sunt similare, există diferențe semnificative. Atunci când personajele călătoresc în trecut, acestea pot provoca schimbări în cronologie (creând un punct de divergență) care au ca rezultat modificări în prezent. Principala diferență este că universurile paralele co-există întrucât numai o istorie sau o istorie alternativă poate exista în orice moment. O altă diferență este că pentru a călători într-un univers paralel este nevoie de un anumit tip de călătorie inter-dimensională, iar istoria alternativă implică un anumit tip de călătorie în timp. (Cu toate acestea, deoarece viitorul este doar potențial și nu este în prezent, de multe ori se consideră că pot exista simultan mai multe viitoruri posibile).

## Televiziune
- Călătorii în lumi paralele 1995-2000
- Terra Nova, 2011
- Mirror, Mirror (Star Trek: Seria originală)

## Jocuri video
În jocul video de rol din 1999, Outcast (Proscris), o sondă spațială este trimisă într-un univers paralel și este atacată de o „entitate”. Cutter Slade trebuie să escorteze o echipă de oameni de știință din întreaga lume pentru a prelua și repara sonda deteriorată înainte ca Pământul să fie înghițit de către o gaură neagră.
În seria de jocuri video survival horror „Silent Hill”, orașul Silent Hill fluctuează între lumea normală, o versiune cețoasă a orașului și o versiune mai întunecată și dărăpănată a orașului numită „lumea cealaltă”.
În jocul video de aventură pentru PC din 1993, „Myst”, protagonistul anonim călătorește prin mai multe lumi alternative prin utilizarea unor cărți speciale. Aceste cărți descriu mai multe lumi și transportă cititorul către acea lume a cărei fereastră de pe prima pagină este atinsă.

## Vezi și
- Ce univers nebun de Fredric Brown
- Ring Around the Sun de Clifford D. Simak.